# وادي الأخضر (المغرب)

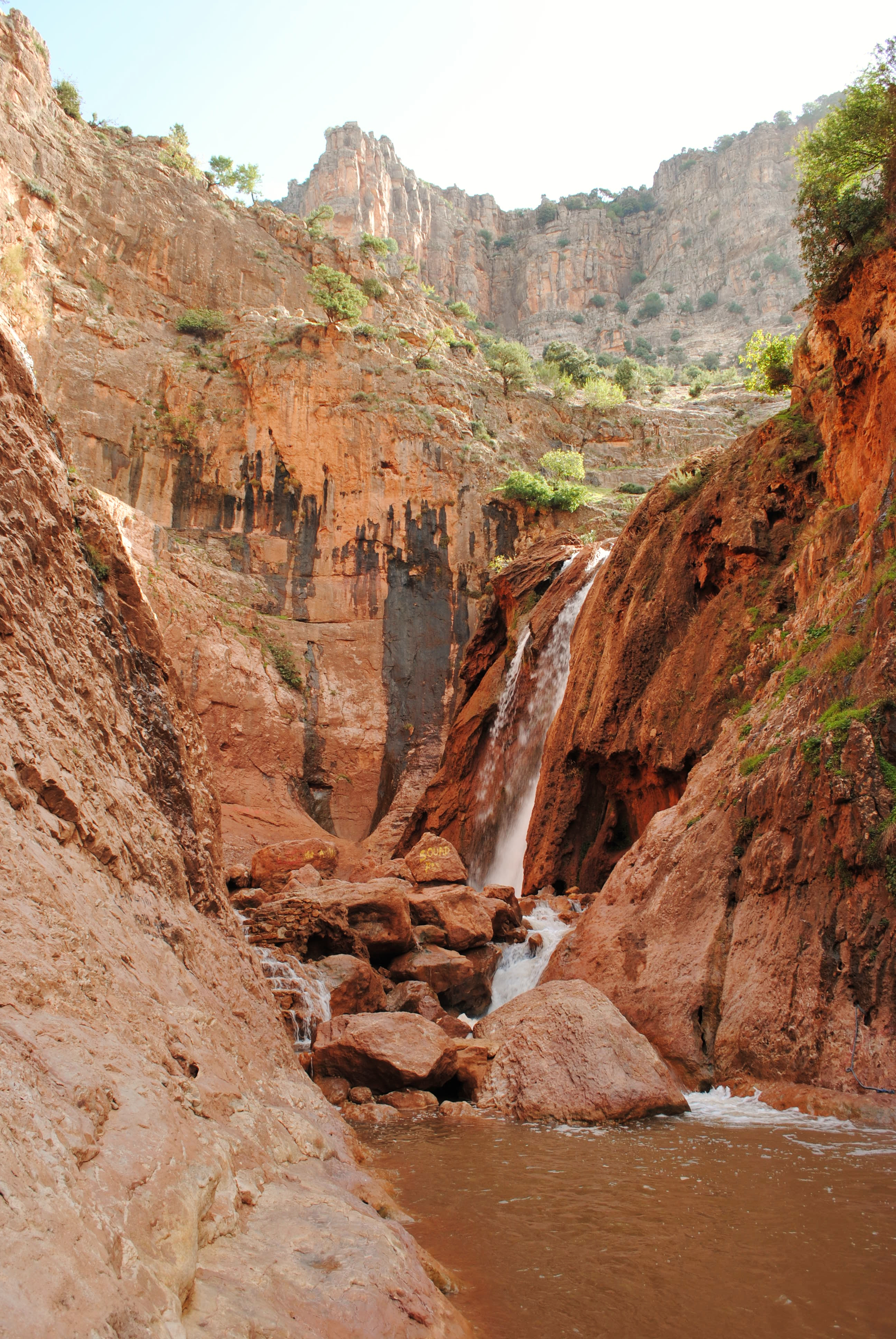

وادي الأخضر  هو نهر يقع في إقليم قلعة السراغنة في المغرب يصب في وادي تساوت الذي يصب في نهر أم الربيع